# 李樟煜
李樟煜（1988年8月12日—），浙江省临安市人，患有先天性脑瘫，中国残疾人自行车运动员。2008年4月进入浙江省残疾人自行车队。

## 主要荣誉
- 2012年夏季残奥会：
  -  金牌：场地自行车男子个人计时赛 C1-3
  -  銀牌：场地自行车男子个人追逐赛 C1